# Безмонетний період
Безмонетний період — історична доба в історії товарного обігу в Київській Русі. 
В давньоруському монетному карбуванні, ймовірно, була перерва: від початку 11 століття (припинення випуску срібляників) до 2-ї половини 14 століття (відновлення монетного виробництва в північноруських князівствах, а також Києві). Більшість нумізматів стверджують повну відсутність монетного обігу на східнослов'янських землях у безмонетний період, хоча південноруські скарби 12–13 століття містять невелику кількість монет, а згадки писемних джерел 12–13 століття про куни і векші (1/6 куни) з територій як Північної, так і Південної Русі не залишають сумнівів у тому, що йдеться про тогочасні карбовані монети. Однак без місцевого карбування і припливу монет зі Сходу (з 2-ї половини 10 століття) і Заходу (з початку 12 століття) обіг монет на Русі поволі згасав. Давньоруський ринок починаючи від середини 11 століття для Південної і від 2-ї половини 12 століття для Північної Русі дедалі більше відчував нестачу монети. У великих торгових угодах монети, очевидно, було замінено монетними гривнями (зливками срібла стандартної форми й ваги). Дискусійним залишається питання, що саме заступило монети в повсякденному обігу. Існують теорії шкіряних і хутряних грошей. Але шматочки шкіри з клеймом могли бути лише кредитними грішми, існування яких неможливе в суспільствах того часу; неміцні ж шкурки хутряних звірів могли лише тимчасово замінювати монети, насамперед на великих міжнародних торгах (адже вони швидко витиралися при передаванні з рук у руки, втрачаючи товарний вигляд і цінність).
Можливо, у безмонетний період поряд із гривнями й невеликою кількістю монет (маса яких в обігу невпинно зменшувалася) на ринку перебували й виконували роль розмінної монети срібний лом, а також різноманітні товаро-гроші: шиферні прясла, скляні намистини, мушлі-каурі, дрібні вироби з металу, що високо цінувались у суспільстві.